# Aleksiej Gniedow
Aleksiej Trofimowicz Gniedow (ros. Алексей Трофимович Гнедов, ur. 15 października 1912 we wsi Sumarokowo w guberni smoleńskiej, zm. 1 kwietnia 1987 w Smoleńsku) – radziecki działacz partyjny i państwowy.

## Życiorys
W 1930 ukończył technikum pedagogiczne i podjął pracę jako nauczyciel szkół w obwodzie smoleńskim, 1938-1941 kierował rejonowym oddziałem edukacji narodowej w obwodzie smoleńskim, od 1939 należał do WKP(b), 1941-1943 walczył w oddziale partyzanckim "Narodnyj Mstitiel" jako komisarz tego oddziału. W 1943 został I sekretarzem rejonowego komitetu WKP(b) w obwodzie smoleńskim, potem I sekretarzem Komitetu Miejskiego WKP(b) w Jarcewie, do 1951 uczył się w Wyższej Szkole Partyjnej przy KC WKP(b), później do 1954 był I sekretarzem Komitetu Miejskiego KPZR w Smoleńsku. Od 1954 do marca 1956 był II sekretarzem Komitetu Obwodowego KPZR w Smoleńsku, od 2 marca 1956 do 12 grudnia 1962 przewodniczącym Komitetu Wykonawczego Smoleńskiej Rady Obwodowej, od 12 grudnia 1962 do grudnia 1964 przewodniczącym Komitetu Wykonawczego Smoleńskiej Wiejskiej Rady Obwodowej, a od grudnia 1964 do 15 lutego 1969 ponownie przewodniczącym Komitetu Wykonawczego Smoleńskiej Rady Obwodowej.

## Odznaczenia
- Order Lenina (1958)
- Order Czerwonego Sztandaru Pracy (trzykrotnie)
- Order Wojny Ojczyźnianej II klasy
- Order Czerwonej Gwiazdy